# Kimberly (Alabama)
Kimberly é uma vila localizada no estado americano do Alabama, no Condado de Jefferson.

## Demografia
Segundo o censo americano de 2000, a sua população era de 1801 habitantes.
Em 2006, foi estimada uma população de 2481, um aumento de 680 (37.8%).

## Geografia
De acordo com o United States Census Bureau tem uma área de 10,4 km², dos quais 10,4 km² cobertos por terra e 0,0 km² cobertos por água.

## Localidades na vizinhança
O diagrama seguinte representa as localidades num raio de 16 km ao redor de Kimberly.